# Tiflet
Tiflet (von Zentralatlas-Tamazight ⵜⵉⴼⵍⵜ Tifelt; arabisch تيفلت) ist eine etwa 105.000 Einwohner zählende Großstadt in der Provinz Khémisset in der Region Rabat-Salé-Kénitra, Marokko.

## Lage und Klima
Tiflet liegt etwa 33 km (Fahrtstrecke) nordwestlich der Provinzhauptstadt Khémisset in einer Höhe von ca. 345 m; die am Atlantischen Ozean gelegene Landeshauptstadt Rabat ist etwa 66 km in westlicher Richtung entfernt. Die Stadt hat einen Anschluss an die Autobahn A2 (Rabat-Fès-Oujda). Das Klima ist gemäßigt bis warm und wird in hohem Maße vom nahen Meer bestimmt; Regen (ca. 535 mm/Jahr) fällt nahezu ausschließlich im Winterhalbjahr.

## Bevölkerung
| Jahr      | 1994   | 2004   | 2014   | 2024    |
| Einwohner | 49.918 | 69.640 | 86.709 | 103.850 |

Ein Großteil der Bevölkerung ist berberischer Abstammung und erst in der zweiten Hälfte des 20. Jahrhunderts zugewandert. Manchmal werden noch die Berberdialekte des Zentralatlas-Tamazight gesprochen, meist jedoch Marokkanisches Arabisch.

## Wirtschaft
Die Region ist in hohem Maße landwirtschaftlich geprägt; die Stadt fungiert als regionales Handels-, Handwerks-, Verwaltungs- und Dienstleistungszentrum.

## Geschichte
Tiflet war jahrhundertelang nur ein Dorf. Erst in der Zeit des französischen Protektorats und vor allem seit der Unabhängigkeit Marokkos im Jahr 1956 wuchs der Ort zu seiner heutigen Größe heran.

## Sehenswürdigkeiten
Die Stadt hat keine historisch oder kulturell bedeutsamen Sehenswürdigkeiten und macht insgesamt einen eher provinziellen aber modernen Eindruck.

## Persönlichkeiten
- Rahma Tahiri (* 1998), Langstreckenläuferin